# Vigvam

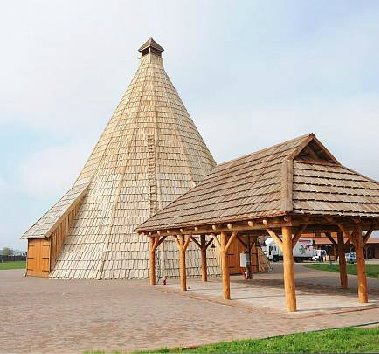
Vigvam v Němčicích u Kolína

Vigvam je indiánská chýše kupolovitého nebo kuželovitého tvaru, zhotovená z ohnutých dřevěných prutů pokrytých březovou kůrou, rohožemi, proutím nebo (zvláště v zimě) kůžemi. Ve vigvamech bydleli Indiáni žijící ve východních lesích a subarktické oblasti, např. Čipevajané, Kríové, Odžibvejové a Mikmakové. Vigvam bývá často, ale nesprávně, zaměňován za týpí, kuželovitý stan pokrytý bizoními kůžemi, používaný prérijními indiány, např. Lakoty, Šajeny, Arapahy nebo Kajovy.
Nejvyšším vigvamem v Česku je podle České knihy rekordů a kuriozit stavba vigvamu v Němčicích u Kolína. Jeho výška je 22,92 metrů, vnitřní plocha 314 m², plocha pláště (střechy) 720 m² a má kapacitu cca 300 osob. Vigvam ve Vigvam resortu je volně přístupný veřejnosti.